# Primula primulina
Primula primulina là một loài thực vật có hoa trong họ Anh thảo. Loài này được (Spreng.) H. Hara miêu tả khoa học đầu tiên năm 1962.